# NGC 7804
NGC 7804 ist ein Doppelstern im Sternbild Pisces. Das Objekt wurde am 22. Oktober 1860 von Kaspar Gottfried Schweizer entdeckt.